# 乔治国王竖琴座

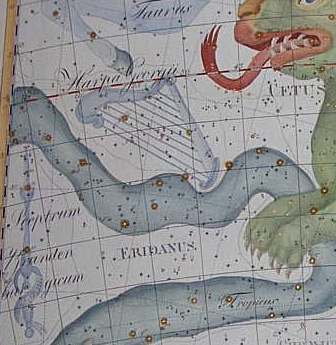
约翰·波得在1801年出版星图Uranographia中的乔治国王竖琴座

乔治国王竖琴座（拉丁语：Psalterium Georgii或Harpa Georgii）是一个已经被废除的星座，1789年由匈牙利天文学家Maximilian Hell创立，以表示对大不列颠国王及爱尔兰国王乔治三世的敬意。
乔治国王竖琴座位于现在鲸鱼座、波江座和金牛座。